# Ignition (Sex Machineguns)
Ignition è il quarto album in studio dei Sex Machineguns, pubblicato dalla Toshiba-EMI il 9 ottobre del 2002.

## Tracce
1. Bousou Rock (Guidatore di moto incurante) - 5.01
2. Hoojirozame no higeki (La tragedia di un grande squalo bianco) - 4.04
3. Kengaina watashi (Fuori portata) - 4.15
4. Sokoni anataga (Ecco qui) - 5.19
5. A siren - 4.26
6. SPICE - 4.14
7. Akumano keshin (Incarnazione demoniaca) - 5.11
8. Nichiyoubi (Domenica) - 4.04
9. Gyakuhuu (Contro il vento) - 4.29
10. Natsudemo samui (Estate fredda) - 3.49
11. Yajyuuni naritai (Voglio essere una bestia) - 5.03
12. Sashimi to wasabi (Sashimi e wasabi) - 5.12
13. Yonaoshi Good vibration (Buona vibrazione della riforma sociale) - 3.43